# Jito
Imperatriz Jitō (持統天皇, Jito-tennō, 645-703) foi a 41a Imperatriz do Japão, na lista tradicional de sucessão.

## Vida
Jito era a segunda filha do Imperador Tenji. Sua mãe era Ochi-no-Iratsume, filha do poderoso Udaijin Soga no Kura no Yamada no Ishikawa Maro no Ōomi. Era a esposa do Imperador Temmu, que era meio-irmão de Tenji com outra mulher, e ela o sucedeu no trono.
Antes da sua ascensão ao trono, seu nome era Uno no sarara ou abreviadamente Uno, Reinou de 686 a 697. Foi a terceira mulher a ascender ao Trono do Crisântemo.
Jitō assumiu a responsabilidade pela administração da Corte, após a morte de seu marido, o Imperador Temmu, que também era seu tio. Ela ascendeu ao trono em 687, a fim de garantir a sucessão de seu filho, Kusakabe-shinnō. Ao longo desse período, governou o reino a partir do palácio Fujiwara no Miya na Província de Yamato.
O Príncipe Kusabake foi nomeado Príncipe Herdeiro para suceder Jitō, mas ele morreu jovem. O filho de Kusabake, Karu-no-o que mais tarde se tornaria o Imperador Mommu , foi nomeado como sucessor de Jitō.
Em 697, Jitō abdicou em favor de Mommu; e como um soberano aposentada, passou a ser ter o título de Daijō-tennō . Depois disso, seus sucessores imperiais quando se aposentaram tinham este o mesmo título após a sua abdicação. Jitō Continuou a deter o poder mesmo após sua abdicação, o que se tornou uma tendência persistente na política japonesa.
Poeta de Waka reconhecida, teve sua obra foi incluída no Man'yōshū. Budista fervorosa ela foi a primeira soberana a pedir que fosse cremada à maneira budista, após sua morte.
A Imperatriz Jito é tradicionalmente venerada em um memorial no santuário xintoísta em Nara. A Agência da Casa Imperial designa este local como Mausoléu de Jito. E é oficialmente chamado de Ochi-no-Okanoe no misasagi.

## Daijō-kan
Daijō Daijin : Príncipe Takechi no Miko (o terceiro filho do Imperador Temmu) -- (690 - 696 )